# 珍妮·伯林
珍妮·伯林（英語：Jeannie Berlin，1949年11月1日—），美国女演员。曾获得国家影评人协会奖最佳女配角。

## 家庭
母亲伊莱恩·梅。